# Vic Gonsalves
Victor Albert (Vic) Gonsalves (Cheribon, 22 oktober 1887 – Amsterdam, 28 augustus 1922) was een Nederlands voetballer die als middenvelder speelde. Hij had een goede voorzet.
Gonsalves speelde tussen 1906 en 1912 in totaal 86 wedstrijden voor HBS. Hij speelde in 1909 en 1910 in totaal drie wedstrijden voor het Nederlands voetbalelftal en maakte deel uit van de selectie voor de Olympische Zomerspelen in 1908 waar hij niet in actie kwam en ook geen bronzen medaille uitgereikt kreeg. Gonsalves had een zwakke gezondheid en overleed op vierendertig jarige leeftijd. Hij werd begraven op Zorgvlied.